# Projet Saint-Michel

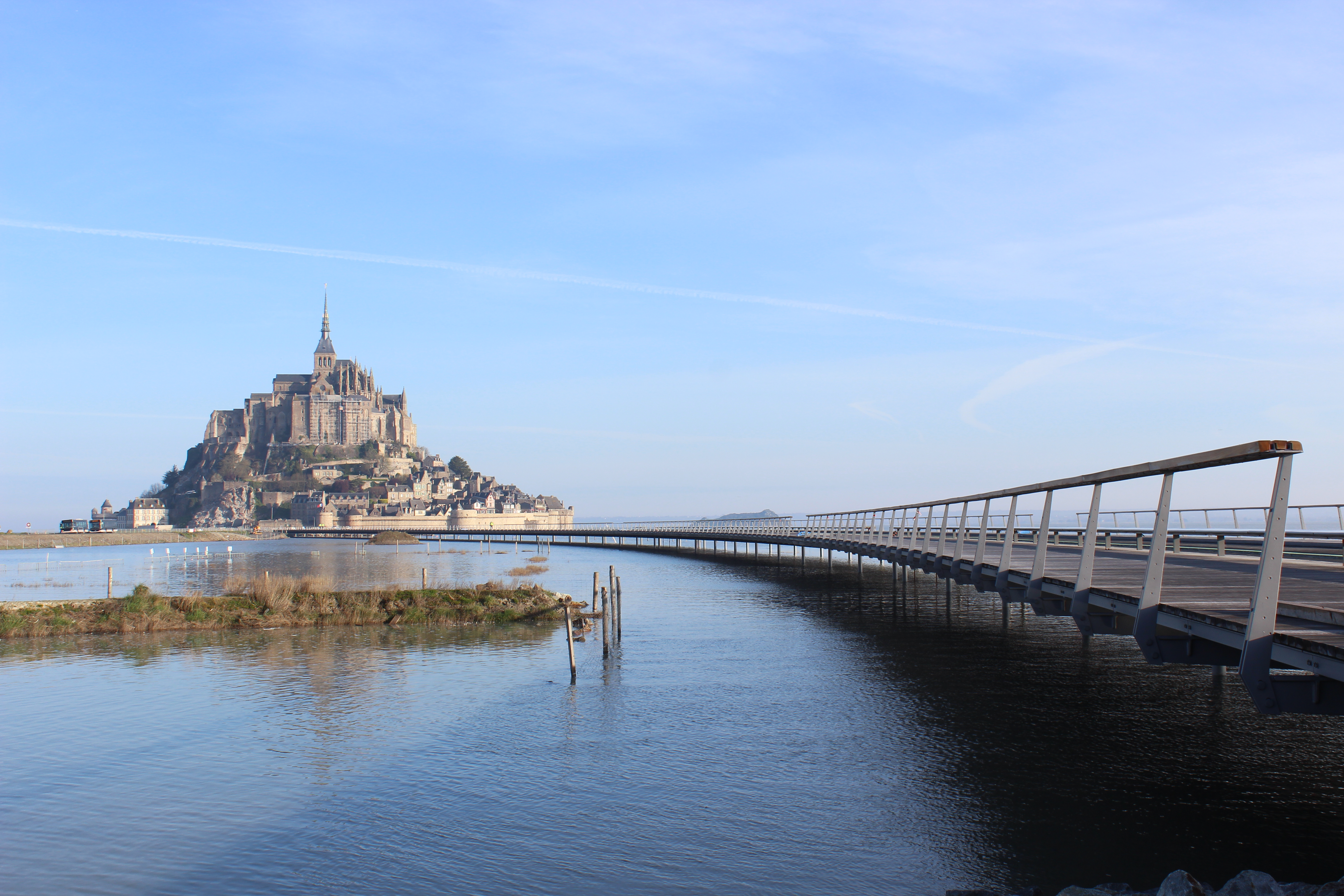
Le pont-passerelle en 2014.

Le projet Saint-Michel vise à restaurer le caractère maritime du Mont Saint-Michel. Appelé « désensablement du Mont » jusque dans les années 1990, il est ensuite rebaptisé « restauration du caractère maritime du Mont Saint-Michel », car le désensablement est un projet irréalisable au regard des 3 millions de mètres cubes de sédiments supplémentaires charriés chaque année dans la baie qui se comble de 3 cm/an selon un processus naturel, le flux de la marée montante étant plus élevé que celui de la marée descendante.
« L'action menée libérera le Mont de l'emprise des herbus qui l'enserrent. Grâce aux forces conjuguées de la mer et du Couesnon, les sédiments seront chassés au large du Mont-Saint-Michel dont les abords resteront longtemps hors d'atteinte des herbus. » À la suite d'une enquête d'utilité publique en 2002, les travaux commencent en 2005 et se terminent en 2015.

## Le site

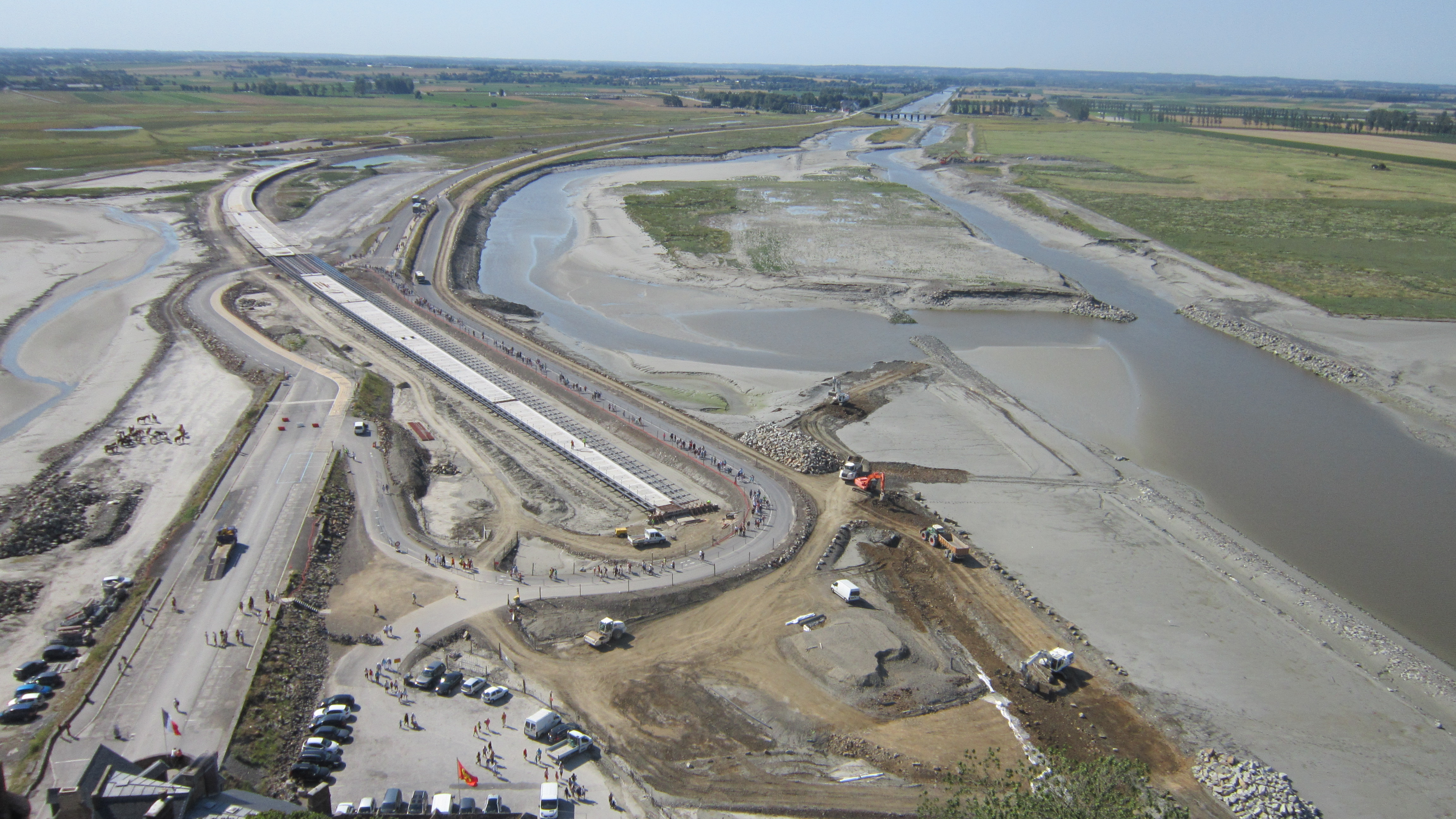
Travaux au Mont-Saint-Michel, 1er août 2013.

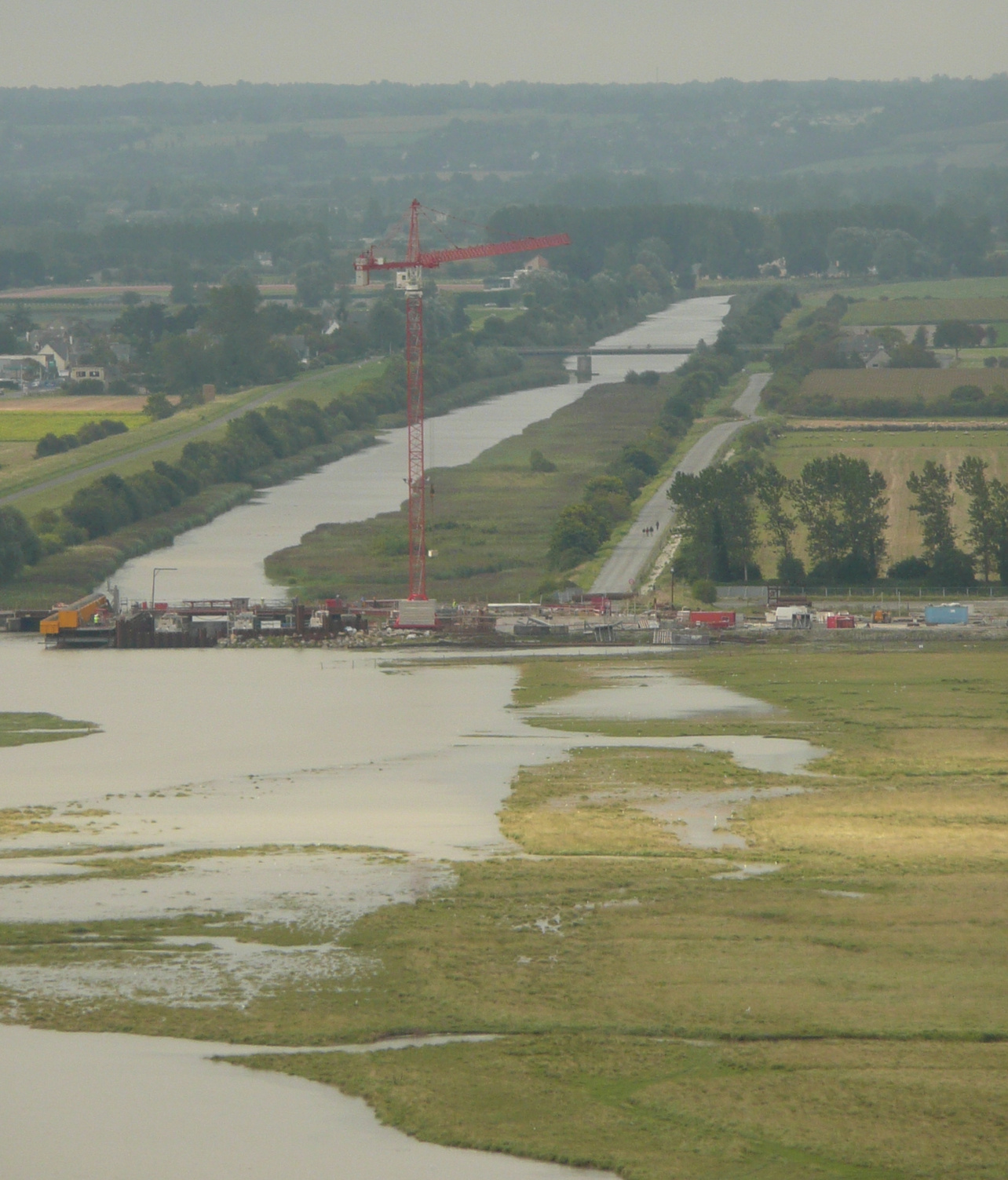
Construction d'un nouveau barrage sur le Couesnon.

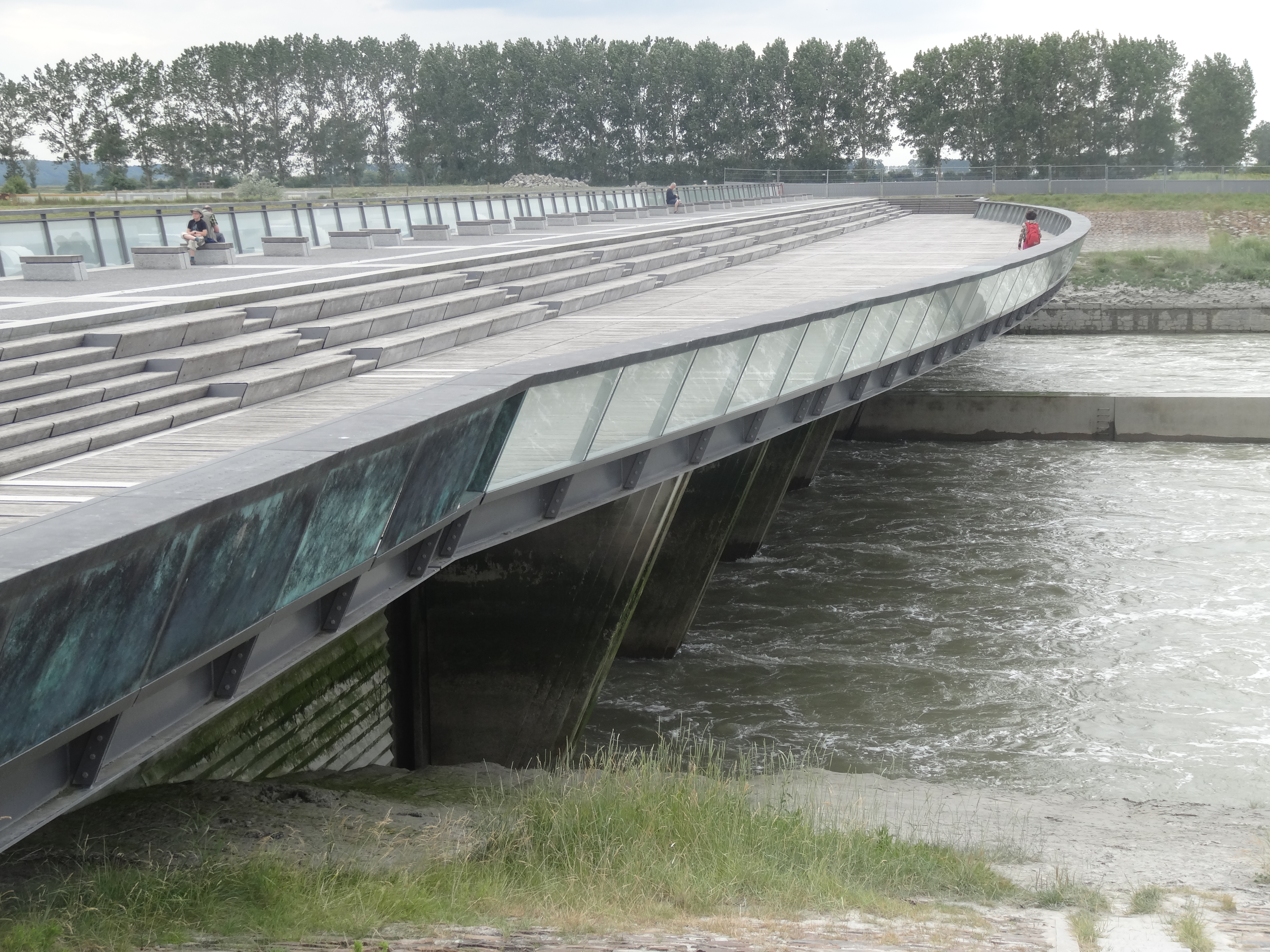
Pont-promenade avec « balcon maritime » du barrage.

### Histoire
En 1878-1879, une digue-route est créée pour accéder au Mont. Une ligne de chemin de fer de Pontorson au Mont est installée en 1872, avec comme matériel un tramway à vapeur. Ces infrastructures favorisent le tourisme au mont Saint-Michel qui passe de 100 000 en 1908 à 150 000 en 1930, ce qui n'empêche pas le Conseil général de la Manche de fermer la ligne, devenue déficitaire, en 1938. Plus tard, des parkings seront construits en contrebas de la digue, à l'est principalement, pour le stationnement des nombreux véhicules de tourisme.
Au XIXe siècle, pour améliorer l'irrigation des terres agricoles, des canaux sont creusés, déviant l'eau du Couesnon. Cette pratique favorise l'ensablement de la Baie et conduit à une «poldérisation». La digue-route, brisant le flux de la marée qui tournait autour du Mont, accentue aussi le phénomène naturel d'ensablement de la baie. En effet, le flux de la marée montante (vitesse du courant de flot : 1 m/s par coefficient de marée moyen, soit 3,6 km/h) étant plus important que le flux de la marée descendante (vitesse du courant de jusant : 0,75 m/s, soit 2,7 km/h), les sédiments se déposent au fond des baies.
Un premier projet visant à déraser la digue reliant l’île au continent a été lancé en 1938 à la suite de débats ouverts en 1910 entre la direction des Beaux-Arts et le ministère des Travaux publics. Le chemin de fer a été supprimé avant que la Seconde Guerre mondiale n’arrête le projet.
Par ailleurs, un barrage sur le Couesnon a été construit de 1966 à 1969 pour protéger Pontorson principalement des montées de niveau rapides. Ce barrage, équipé de 6 portes-à-flot qui s'ouvraient manuellement, a contribué à l'envasement du Couesnon, en amont et à l'aval des portes. Avant son édification, deux millions de m3 pouvaient remonter le Couesnon au flot dans son chenal canalisé d'une centaine de mètres de largeur et de quatre kilomètres de long.
Ce sont les principales raisons qui ont conduit à l'ensablement du Mont, mais pas les seules.
Depuis les années 1970, de nombreuses études, concertations, relevés, tests et modélisations ont été réalisés (notamment les prévisions établies à partir des études sur maquette du Laboratoire SOGREAH de Grenoble entre 1997 et 2001, selon lesquelles le Mont devrait avoir perdu tout caractère maritime en 1995 et qu'il serait entièrement entouré d’herbus en 2042), preuves de l'intérêt que l'État portait au projet. Ces documents visaient à déterminer les moyens d'assurer la restauration du paysage maritime autour du Mont.
En 1979, le site du Mont-Saint-Michel est inscrit patrimoine mondial de l'UNESCO, et la baie en 2007.
Plusieurs premiers ministres ont soutenu le projet mais ce n'est qu'en 1995 que le rétablissement du caractère maritime du Mont-Saint-Michel a été officiellement lancé par le Premier Ministre Édouard Balladur.
Le projet a été déclaré d'utilité publique en 2003, après étude d'impact et 2 mois d'enquête publique. Seul concepteur du projet, l'État participe au financement du projet à hauteur de 85 millions d'euros sur un total de 184 millions d'argent public, mais il s'est désengagé en 2006 de la réalisation opérationnelle des travaux qui ont été confiés exclusivement aux collectivités locales regroupées depuis 1997 dans le syndicat mixte Baie du Mont-Saint-Michel.
De juin 2006 à juin 2009 est construit un nouveau barrage (piles, radier, équipement des huit vannes et de l'écluse à deux passes à poissons, pont-promenade avec « balcon maritime », l'ancien barrage (à 20 mètres en aval de l'actuel) étant détruit en novembre 2008) sur le Couesnon. Conçu par l'architecte Luc Weizmann, il est mis en service en septembre 2009 et permet un effet chasse à la marée descendante avec un débit maximum de 100 m3/s, soit dix fois le débit naturel moyen du Couesnon. Des travaux hydrauliques sont réalisés en aval de 2012 à 2015 pour permettre la divagation érosive[précision nécessaire] du Couesnon : création de deux chenaux séparés par un seuil de partage en enrochements, munis d'épis, démantèlement des cordons d’enrochements historiques. Les travaux hydrauliques amont consistent, après le nettoyage et l’élagage préalables des berges, à draguer le Couesnon et creuser l’anse de Moidrey de neuf kilomètres de canaux.
Le rapport 2013 de la Cour des comptes trouve ce projet « mal conduit » et s'interroge sur sa pertinence. La précarisation des nouvelles conditions d'accès au site et le déménagement des parkings au littoral sont par ailleurs jugés par les professionnels de la restauration et les commerçants, « inadaptés à l'offre touristique ».
Après 9 ans d'étude, 3 ans de travaux et de nombreuses polémiques, le pont-passerelle du Mont-Saint-Michel est inauguré : le 22 juillet 2014, les visiteurs peuvent désormais se rendre au Mont par cet ouvrage d'accès créé par l'architecte Dietmar Feichtinger. Une nouvelle digue et une passerelle sur pilotis laissant passer l'eau en dessous desserviront désormais l'ile. L'ancienne digue-route sera démolie au fur et à mesure de la construction de la nouvelle.
Le 29 octobre 2015, le président de la République François Hollande inaugure officiellement le barrage sur le Couesnon, élément essentiel de la reconquête maritime du Mont-Saint-Michel.

### Situation actuelle[Quand?]
L'effet de chasse du barrage sur le Couesnon a pour résultat qu'entre 2009 et 2014 près de 40 hectares d’espaces maritimes sont reconquis dans un cercle de 1 km autour du rocher.
Selon Romain Pilon, guide assermenté dans la baie, ce projet n'a un impact que sur 1,5 % de la surface de la baie, celle autour du Mont, mais ne fait que déplacer l'ensablement naturel sur les autres secteurs. De plus, si le nouveau barrage a bien un effet « balayette » au nord du Mont, au sud, aux abords du pont-passerelle et de l'esplanade piétonne, « les herbus commencent déjà à réapparaître. Les travaux n'ont fait que retarder l'échéance ».

## Le projet

### Objectifs
Depuis le XIXe siècle, les activités humaines ont accéléré le processus naturel d'ensablement de la Baie, au pied du Mont. Pour des raisons patrimoniales et touristiques, il a été jugé nécessaire de rétablir et pérenniser le caractère maritime du Mont sur son pourtour (1 à 2 km autour du Rocher) et de restaurer ce grand paysage.
Pour ce faire, le Syndicat s'est aussi fixé comme objectifs de :
- revaloriser l'accueil et l'approche des visiteurs en rendant à la marée l'espace proche du Mont,
- remettre le Mont dans son écrin historique fait de sable, d'eau et de... démarche piétonne.

### Solutions
Pratiquement, les objectifs du Syndicat vont se décliner en plusieurs « chantiers » thématiques.

#### Barrage
Le barrage long de 80 mètres, réalisé par l’architecte Luc Weizmann, a un rôle fonctionnel et esthétique : couvert d'un platelage bois évoquant le pont d'un navire, surmonté sur le côté d'un pupitre de 60 cm de large, il offre d’ailleurs une vue panoramique inédite sur la baie et le rocher. Les visiteurs peuvent également « se promener et s’asseoir pour s’adonner à la contemplation ».
Pour pallier les dysfonctionnements induits par l'ancien barrage, le Syndicat Mixte a décidé d'en réaliser un nouveau doté d'écluse de chasse. Sa fonction n'est plus de protéger uniquement les communes situées à l'amont des inondations, mais aussi de réguler la cote du Couesnon et de désensabler l'amont et l'aval immédiat du barrage par un effet de vidange. Ce nouveau barrage est situé à l'aval immédiat de l'ancien, qui a été détruit en novembre 2008. Le nouveau barrage a été mis en eau au printemps 2009, mis en service en mai 2009, et il est ouvert au public depuis juin 2010. Il est conçu différemment : on y trouve 8 passes au lieu de 6 précédemment. Chaque vanne mesure 9 m sur 7,40 m et pèse 30 tonnes et est de type « secteur », au lieu de portes-à-flot actionnées par la poussée de l'eau. Ce nouvel ouvrage est automatisé, avec plusieurs modes de pilotage. Le barrage fonctionne selon les horaires des marées, la hauteur d'eau au pied du barrage et la turbidité de l'eau. Il permet un débit de 100 m3/s.
Le barrage est conçu pour optimiser l'effet de chasse de la marée descendante et ainsi « nettoyer » l'estuaire immédiat du Couesnon des 570 000 m3 de sédiments qui l'encombrent. Le principe de fonctionnement est le suivant : 

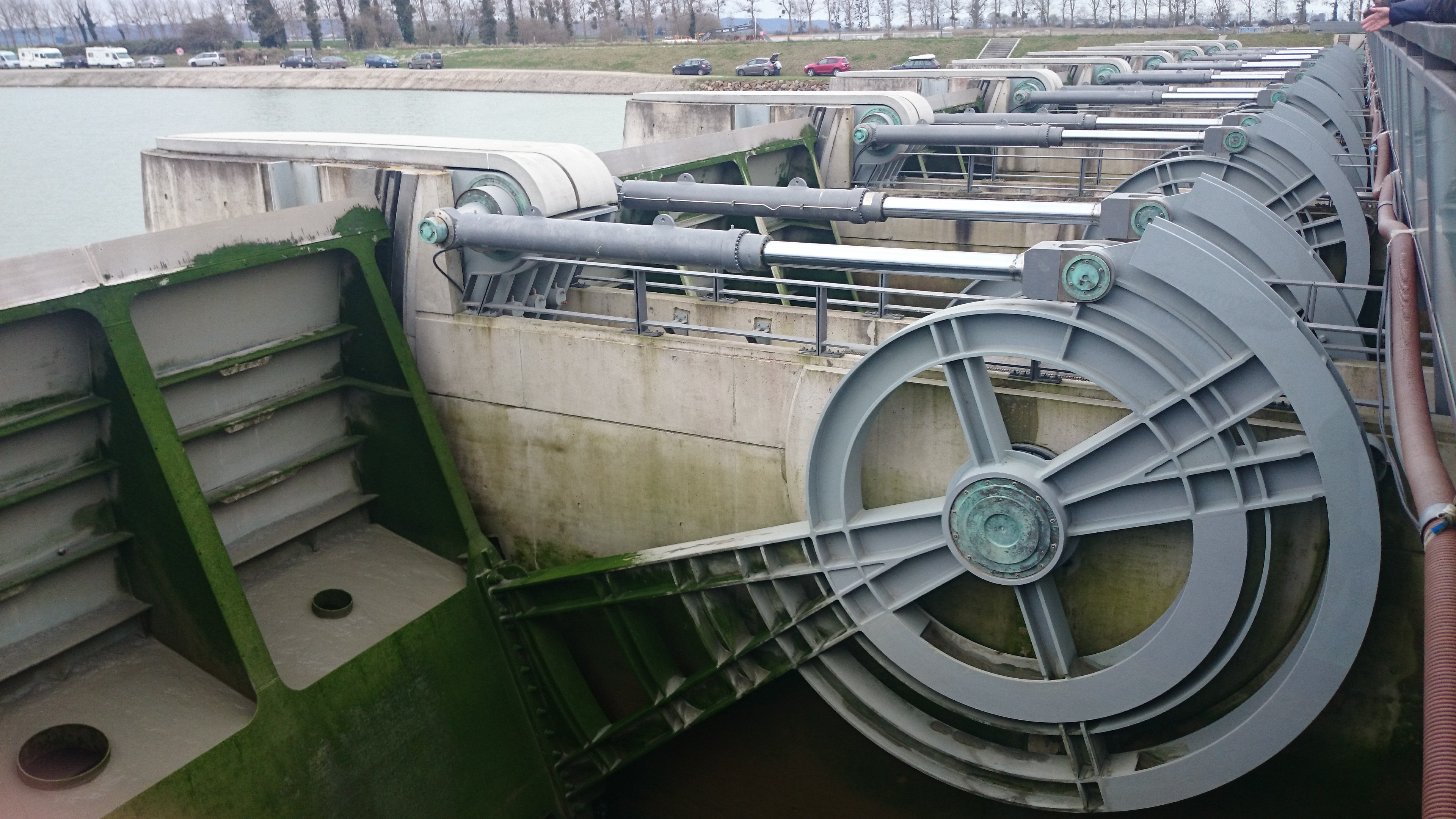
Vue partielle des vannes et des organes hydromécaniques de manœuvre associés (vérins et bras).

- À marée montante : les vannes se ferment (en se levant au maximum), l'eau de la marée est bloquée au pied des vannes et décante au fur et à mesure. Une fois la marée haute atteinte, les vannes s'abaissent progressivement et l'eau décantée rentre par le haut des vannes dans le Couesnon. Les sédiments se déposent au pied des vannes. Cette eau va se répandre dans le Couesnon et remplir (suivant le coefficient de la marée) l'Anse de Moidrey. Ce stockage d'eau de mer clarifiée peut atteindre jusqu'à 1,2 million de mètres cubes[29].
- À marée descendante : lorsque le flux s'inverse et que la marée basse s'amorce, les vannes se ferment. La marée descendante commence à enlever les sédiments qui se sont déposés au pied des vannes. Lorsque la force du flot commence à faiblir, les vannes sont relevées et l'eau du Couesnon, stockée précédemment, est libérée et s'écoule dans l'estuaire, par le bas des vannes cette fois, créant un effet de chasse sous les vannes qui va amplifier le travail de désensablement amorcé par la marée.

#### Ouvrages d'accès

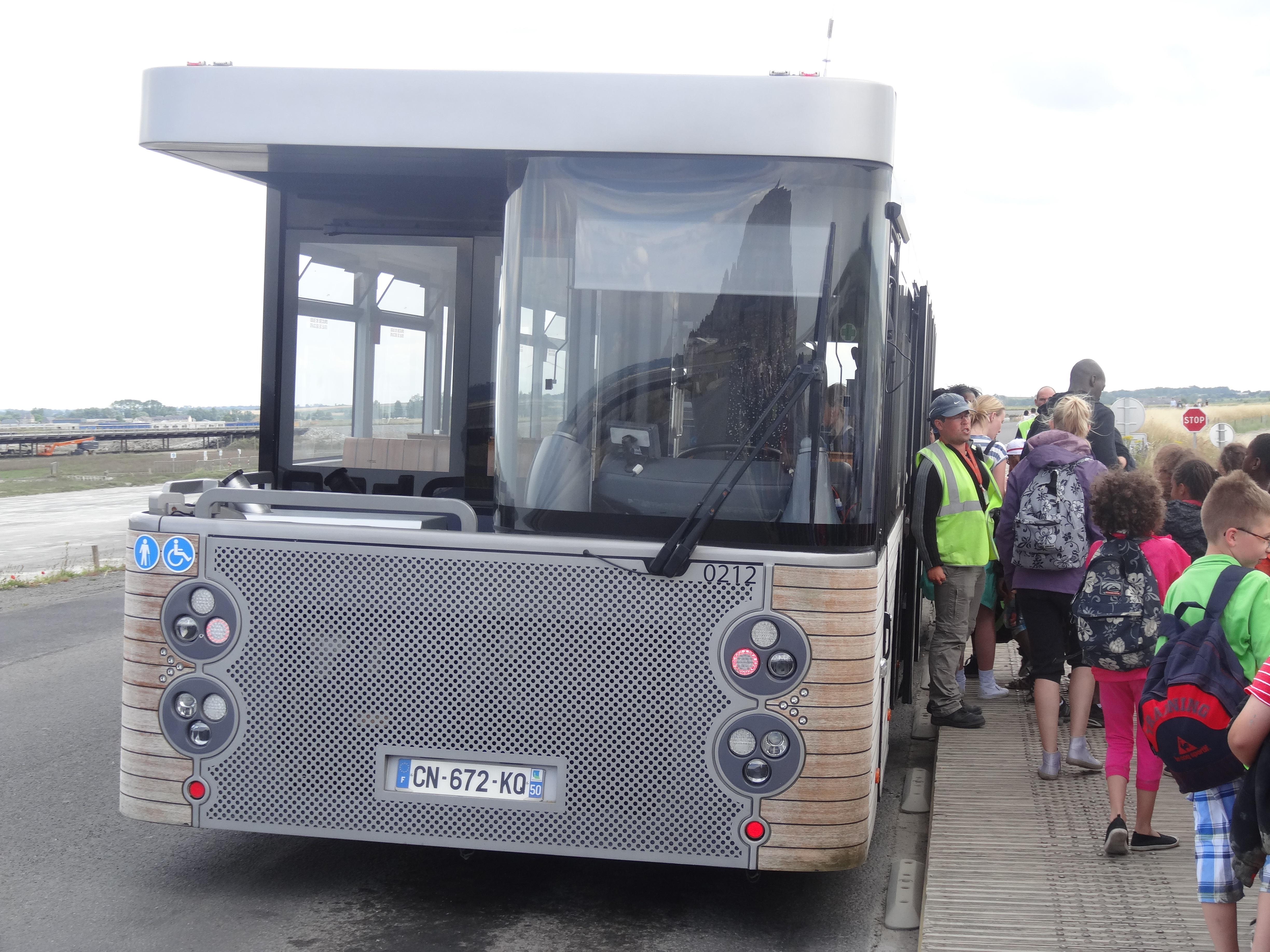
« Passeur », nom de la navette à poste de conduite réversible.

La digue-route qui vient jusqu') au pied des remparts et les parkings situés dans la Baie (à l'Est) et au pied des remparts (Est et Ouest) sont supprimés. Un autre parking est construit au sud du barrage de la Caserne sur le Couesnon (la Caserne étant une zone commerciale) à 2,5 km du mont. Planté de 45 000 arbres et arbustes, ce parking propose plus de 4 000 places de stationnement. L'accès au Mont par des navettes spéciale (à bus réversible appelé « Passeur » ou tirée par des chevaux, type maringotte) est entièrement revu et s'effectue, depuis le continent, par les ouvrages successifs suivants :
1. tronçon de digue-route conservé,
2. digue-route nouvelle s'écartant plus à l'Est (levée de terre empierrée longue de 1 085 m et haute de 9,50 m),
3. pont-passerelle long de 756 m, large de 11 à 17 m, cette « jetée » sur 134 piles en acier de 25 cm de diamètre  enfoncés dans des pieux de béton de (35 m) de profondeur jusqu'à la roche, étant scindée en 3 branches : deux cheminements piétonniers recouverts d’un platelage de chêne et une chaussée centrale en béton armé réservée à la circulation de navettes[32],
4. terre-plein d'ancrage au pied du Mont, permettant l'accès aux secours,
5. gué en béton submersible lors des grandes marées (120 m), permettant au mont de conserver son insularité 20 jours par an lors des grandes marées.

#### Autres mesures
- Protection de l'environnement (une passe à poissons doit permettre aux poissons migrateurs de remonter ou descendre le cours de l'eau).
- Transports
- Ouvrages d'accueil
- Aménagements hydrauliques

## Travaux

### Intervenants
L'État français a lancé le projet dès les années 1995.
Différents premiers ministres ont relancé le sujet :
Actuellement, l'État participe au projet à travers plusieurs ministères :
- Ministère de l'Intérieur,
- Ministère de l'Écologie, de l'Énergie, du Développement durable et de l'Aménagement du territoire,
- Ministère de la Culture et de la Communication.

Par ailleurs, l'État, seul concepteur du projet, se désengage de sa réalisation opérationnelle à partir de 2006. Les travaux sont alors confiés exclusivement aux collectivités territoriales locales, déjà regroupées depuis 1997 dans un syndicat mixte, le syndicat mixte Baie du Mont-Saint-Michel. Ce syndicat est dirigé par des représentants d'instances territoriales :
- Conseil régional de Basse-Normandie,
- Conseil régional de Bretagne,
- Conseil général de la Manche,
- Commune du Mont-Saint-Michel,
- Commune de Beauvoir,
- Commune de Pontorson.

Le président du syndicat mixte est à l'origine Laurent Beauvais, également président du Conseil régional de Basse-Normandie. Hervé Morin, président du Conseil régional de la Normandie, lui a succédé. La mission du Syndicat est pérenne : elle comprend le suivi de l'investissement, en tant que maître d'ouvrage, mais aussi l'exploitation future des ouvrages construits. Pour le projet de rétablissement du caractère maritime du Mont, le Syndicat a constitué une équipe d'environ 12 personnes.

### Financement
Le financement du projet a été élaboré dans un protocole d'accord avec l'État, arrêté en 2006. Le coût public du projet est de 164 millions d'euros.
Le projet est financé par différents partenaires ainsi que par le syndicat mixte :
- l'État, à hauteur de 75,43 millions d'euros,
- le syndicat mixte, via ses adhérents, les collectivités territoriales, à hauteur de 59,62 millions d'euros dont :
  - 31,30 millions d'euros pour la Région Basse-Normandie,
  - 13,45 millions d'euros pour la Région Bretagne,
  - 10,43 millions d'euros pour le Département de la Manche,
  - 4,44 millions d'euros pour le Département d'Ille-et-Vilaine,
- l'Union européenne, via le fonds FEDER, à hauteur de 21,15 millions d'euros,
- le syndicat mixte, à travers ses recettes d'exploitation, à hauteur de 4 millions d'euros
- l'Agence de l'Eau Seine-Normandie, à hauteur de 3,80 millions d'euros,
- l'Agence de l'Eau Loire-Bretagne, à hauteur de...

À ce coût public du projet s'ajoute un montant prévisionnel de dépenses de 40 millions d'euros financées par le futur délégataire qui construira et gérera les futurs équipements d'accueil et de transport vers le Mont. Le projet de rétablissement du caractère maritime de 200 millions d'euros, notamment le stationnement et le transport des visiteurs attribué à l’automne 2009 à la délégation de service public Veolia Transdev, suscite de vives polémiques, tant au niveau de son suivi financier que de ses choix techniques et économiques (prix du parking, suppression de la navette gratuite « Montoise » qui transporte les habitants du Mont et les 600 employés saisonniers), comme le révèle un rapport de la chambre régionale des comptes de Normandie,.